# Cheloniinae
Sous-famille
Les Cheloniinae sont une sous-famille de tortues. Elle a été décrite par Nicolaus Michael Oppel en 1811.

## Répartition
Ces tortues se rencontrent dans les eaux tropicales et tempérées.

## Liste des genres
Selon TFTSG (8 janvier 2012) :
- genre Chelonia Brongniart, 1800
- genre Eretmochelys Fitzinger, 1843
- genre Natator McCulloch, 1908

## Publication originale
- Oppel, 1811 : Die Ordnungen, Familien und Gattungen der Reptilien, als Prodrom einer Naturgeschichte derselben. J. Lindauer, München (texte intégral)